# NGC 1223
NGC 1223 est une petite galaxie elliptique relativement éloignée et située dans la constellation de l'Éridan. Elle a été découverte par l'astronome américain Francis Leavenworth en 1886.

## Caractéristiques
Sa vitesse par rapport au fond diffus cosmologique est de 8 532 ± 21 km/s, ce qui correspond à une distance de Hubble de 125,8 ± 8,8 Mpc (∼410 millions d'al).
À ce jour, une mesure non basée sur le décalage vers le rouge (redshift) donne une distance d'environ 89,100 Mpc (∼291 millions d'al). Cette valeur est à l'extérieur des valeurs de la distance de Hubble. Notons que c'est avec la valeur moyenne des mesures indépendantes, lorsqu'elles existent, que la base de données NASA/IPAC calcule le diamètre d'une galaxie et qu'en conséquence le diamètre de NGC 1223 pourrait être d'environ 11,0 kpc (∼35 900 al) si on utilisait la distance de Hubble pour le calculer.
La classification cD (galaxie elliptique géante!) par la base de données NASA/IPAC est sûrement une erreur, car le diamètre de cette galaxie est seulement de 25 400 années-lumière.